# Senna tropica
Senna tropica är en ärtväxtart som först beskrevs av Vell., och fick sitt nu gällande namn av Howard Samuel Irwin och Rupert Charles Barneby. Senna tropica ingår i släktet sennor, och familjen ärtväxter. Inga underarter finns listade i Catalogue of Life.